# Agente S03 operazione Atlantide
Agente S03 operazione Atlantide è un film del 1965 diretto da Domenico Paolella con lo pseudonimo di Paul Fleming. 
È una pellicola di fantaspionaggio, coproduzione Italia-Spagna.

## Trama
L'agente segreto statunitense George Steele (il titolo fa riferimento al suo nome in codice, S03) è alle prese con un'organizzazione criminale intenta a far risplendere l'antica Atlantide, con la quale stanno per invadere gli Stati Uniti. A lui il compito di impedire la realizzazione del piano.

## Accoglienza

### Critica
(Fantafilm)